# Jan Wilsgaard
Jan Wilsgaard, född 23 januari 1930 i Brooklyn i New York, död 6 augusti 2016 i Kungsbacka, var en norsk-svensk designer.
Wilsgaard började arbeta för Volvo 1950 och var fram till att Volvo 850 presenterades 1991, delaktig i framtagandena av nästan alla Volvos personbilsmodeller. Bland undantagen märks Volvo P1900 (”Sport”) och Volvo P1800 (ursprungliga coupéversionen). Wilsgaard efterträddes av Peter Horbury. Ett stipendium vid Högskolan för design och konsthantverk utdelas årligen till framstående elev i Wilsgaards namn.

## Biografi
Jan Wilsgaards far var norsk sjöman men under andra världskriget flydde familjen till Sverige. Jan Wilsgaard studerade konst och skulptur i Göteborg. Han upptäcktes och handplockades av Volvoledningen till företagets nystartade designavdelning 1950. Han första uppdrag blev modifieringar av Volvo PV 60. Det första egna arbetet blev Volvo Philip, en Volvo för den amerikanska marknaden med V8-motor, som dock aldrig kom i produktion.
Wilsgaards första stora projekt blev Volvo Amazon. Projekt "PV 55" var en intern Volvotävling mellan flera olika designers, bland annat Wilsgaard och Helmer Petterson. Förslagen jämkades och modifierades till P1200 - Volvo Amazon.

### Volvo 140
Samtidigt ritade han "P 1400" som efterträdare till Amazon. Den skulle i slutändan bli Volvo 140. Volvo 140 blev starten för Volvos praktiskt inriktade kantiga design som dominerade företaget de kommande decennierna. Den följdes upp av Volvo 240 som lanserades 1974. Wilsgaard tog även fram 262 C, en coupévariant i 200-serien.

### Volvo P1800ES
I mitten av 1960-talet diskuterades en efterträdare till sportkupén Volvo P1800. Wilsgaard ritade ett förslag som kallades P172, tänkt att ersätta P1800 redan 1968. Efter mycket övervägande avstod Volvo från produktion av denna bil. Skissandet på efterträdaren till P1800 pågick under hela 1960-talet. Flera externa formgivare gjorde också förslag, bland annat italienska Carrozzeria Fissore. Slutligen tog sig Wilsgaard an uppgiften att försöka modifiera befintlig bil – främst att göra sikten bakåt bättre samt förbättra lastmöjligheterna. Skissandet resulterade i två skisser: "Jaktvagnen" och "Beach car". Volvo bestämde att skapa två stycken prototyper som 1800:ans efterträdare. Bilar togs direkt ur produktionen och kördes ner till Italien (till karosseritillverkarna Coggiola och Frua) där de skulle förses med "fastback". 
Wilsgaard lär själv ha kört ner den ena under en strapatsrik resa. Prototypen "Raketen" provkördes länge i Göteborgstrakten men ansågs slutligen för futuristisk. Den finns idag på Volvomuseet.  Den slutliga produktionsbilen kallades 1800 ES, ritad av Wilsgaard, var en "bantad" version av Beach Car. Enligt Jan Wilsgaard står ES för "Estate". 1800ES var i produktion 1971–1973, ett år senare än 1800E, och tillverkades i 8078 exemplar. Amerikanska krocksäkerhets- och avgasreningskrav som infördes under tidigt 1970-talet hade krävde omfattande omkonstruktion av både motorer och kaross på 1800ES. Den är berömd för sin djärva bakluckedesign – bara en tjock glasruta vilket under 2006 återkommer som designelement på Volvo C30.

### Volvos 700- och 850-serie
Wilsgaard ledde från 1975 arbetet med att ta fram den första nya modellserien sedan 1966 - Volvo 700-serien. Wilsgaard tog inspiration från samtida amerikanska bilar med en nästan rakstående bakruta och relativt kort bagagelucka. 1982 skedde premiären när Volvo 760 visades. Wilsgaards sista stora projekt blev 850, en bil som förenande en traditionell kantig design med nya influenser, som framhjulsdrift och en femcylindrig motor. Wilsgaards efterträdare som designchef på Volvo blev Peter Horbury.

## Övrigt
Wilsgaard var hedersmedlem i Svenska Volvo P1800-klubben med nummer "1800ES" från 2005.

## Bilmodeller
Urval av bilmodeller ritade av Wilsgaard;

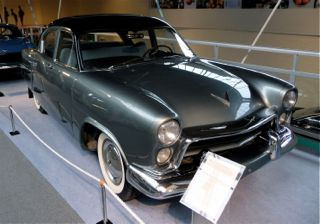
Volvo Philip är en av Volvos konceptbilar, tillverkad endast i ett exemplar 1952. Bilen såldes egentligen till företaget Bolinder-Munktell i Eskilstuna. Numera står bilen på Volvomuseet i Göteborg.
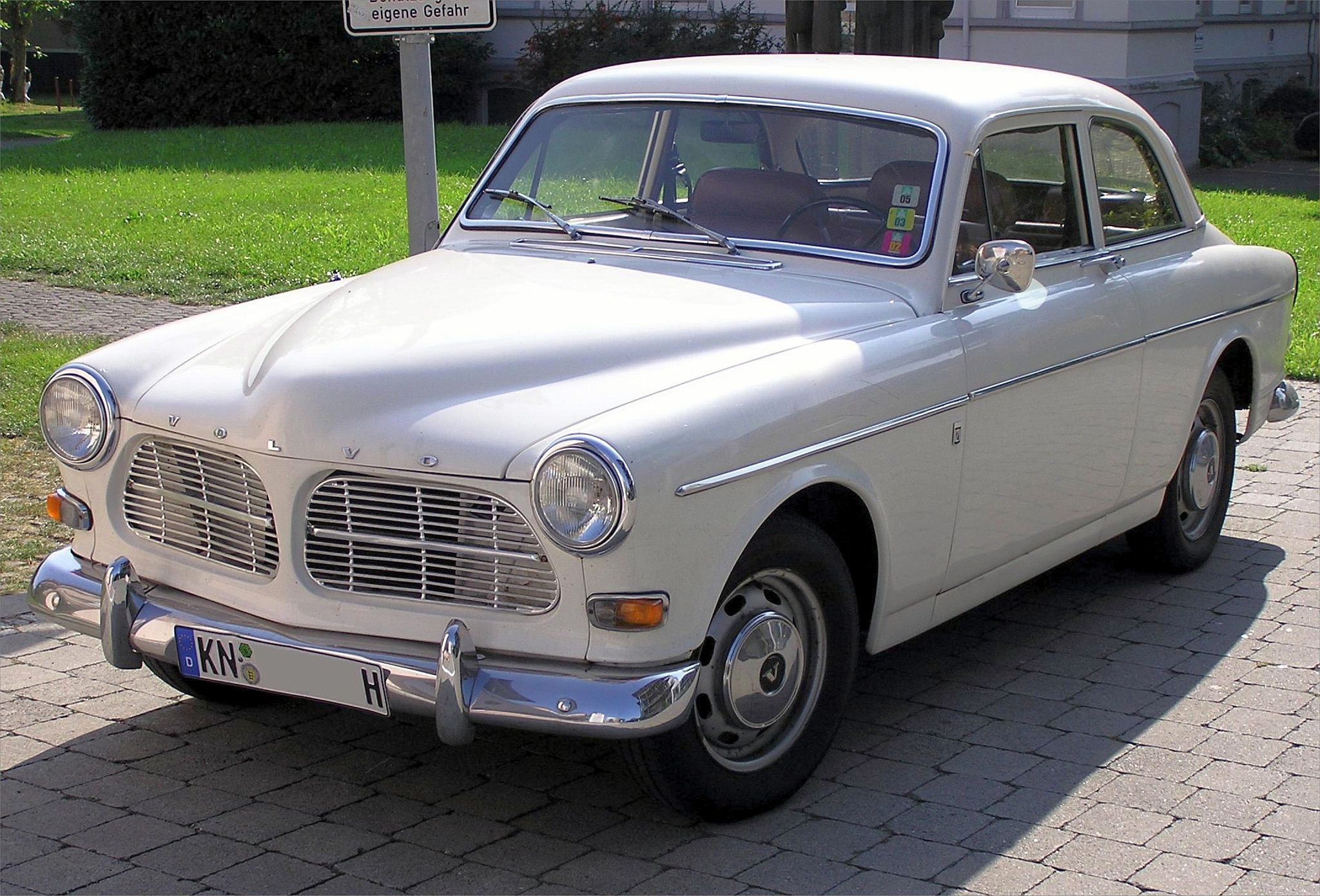
Volvo Amazon lanserades som efterträdare till PV 444 och var i jämförelse med denna betydligt modernare. Amazonen var inspirerad i 1950-talsdesign, speciellt inspirerad av den delade grillen från Imperial med pontonkaross och fyradörrarsversion. Amazonen var Wilsgaards första stora projekt på Volvo.
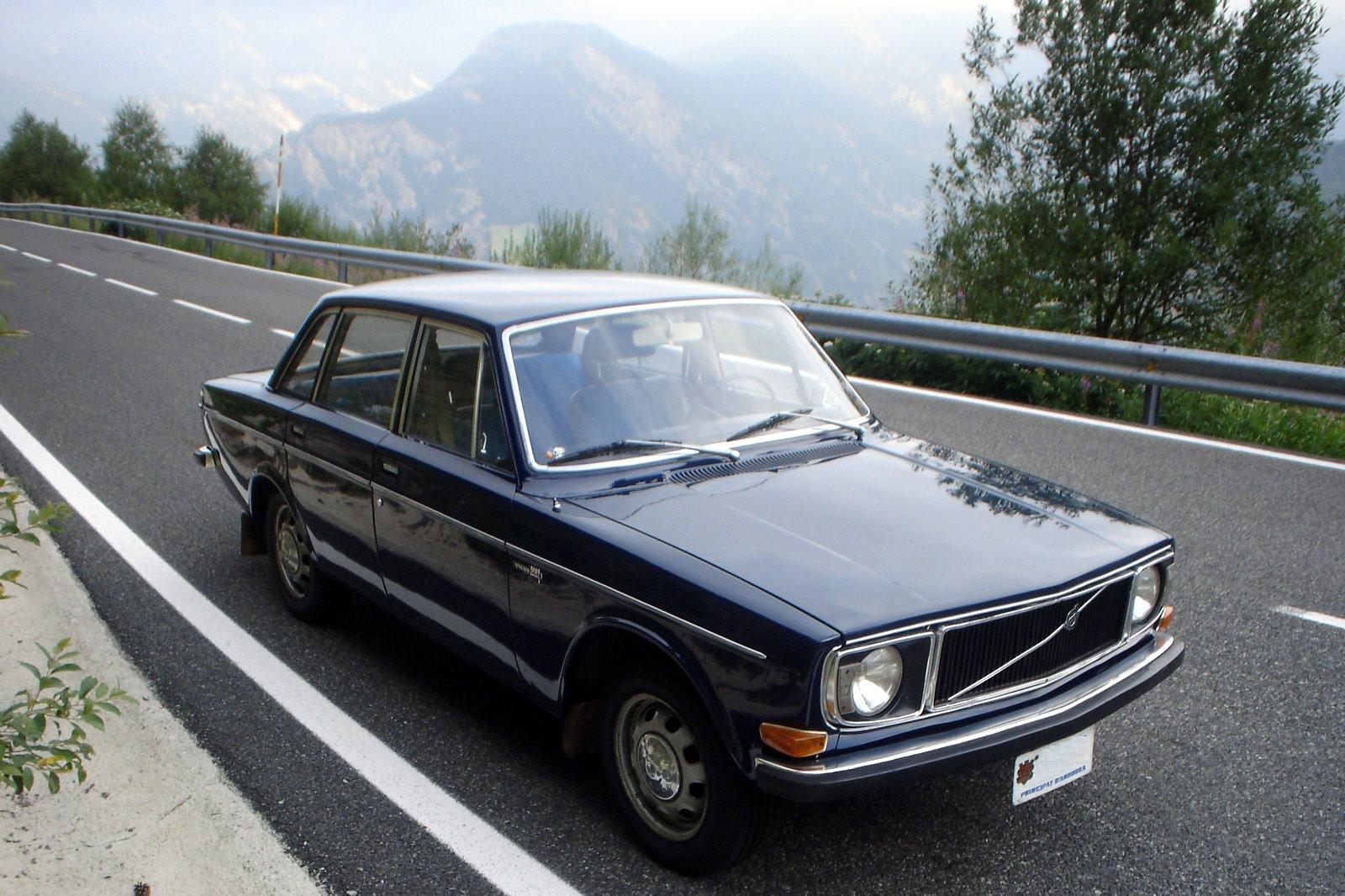
Volvo 140 var ett stort steg framåt i Volvos bilutveckling. Med den kantiga karossen, för sin tids stora innerutrymmen och stort säkerhetstänkande var bilen en milstolpe. På bilden syns en 1972 års Volvo 144.
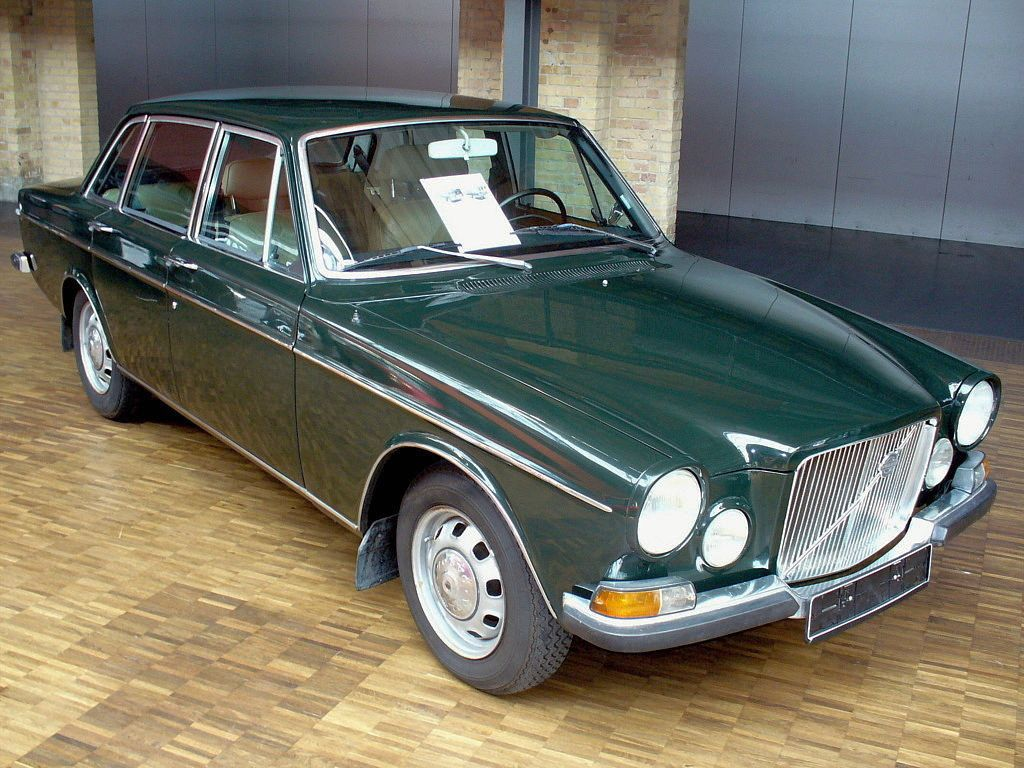
Volvo 164 introducerades 1968 och var en lyxigare variant på 140-serien. Bilen utmärker sig genom en starkare 6-cylindrig motor (B30), annan front, längre hjulbas samt lyxigare inredning.
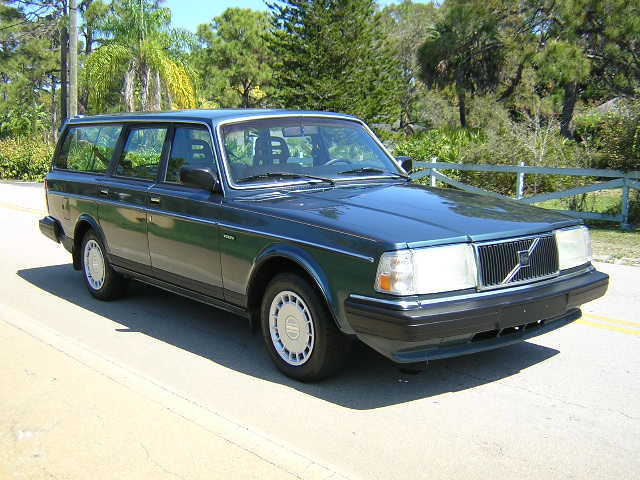
Volvo 240 var en vidareutveckling av Volvo 140 och presenterades 1974. På de första årgångarna av Volvo 240 kan man tydligt se släktdragen i fronten från konceptbilen Volvo VESC. 240 (inklusive Volvo 260) hade stora försäljningsframgångar och är Volvos mest tillverkade modellserie med sina cirka 2,8 miljoner exemplar.
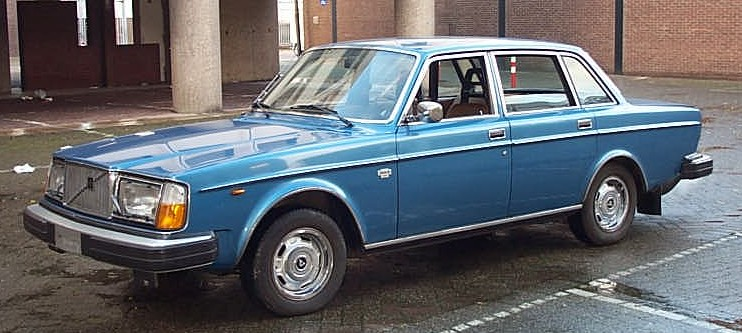
Volvo 260 var lyxvarianten av Volvo 240 med bättre utrustning och en sexcylindrig V-motor. Den fanns med två (både som sedan och coupé) såväl som fyra och fem dörrar (262, 264 respektive 265). Den förstnämnda versionen är mycket sällsynt och tillverkades huvudsakligen för den nordamerikanska marknaden i endast 3 329 exemplar.
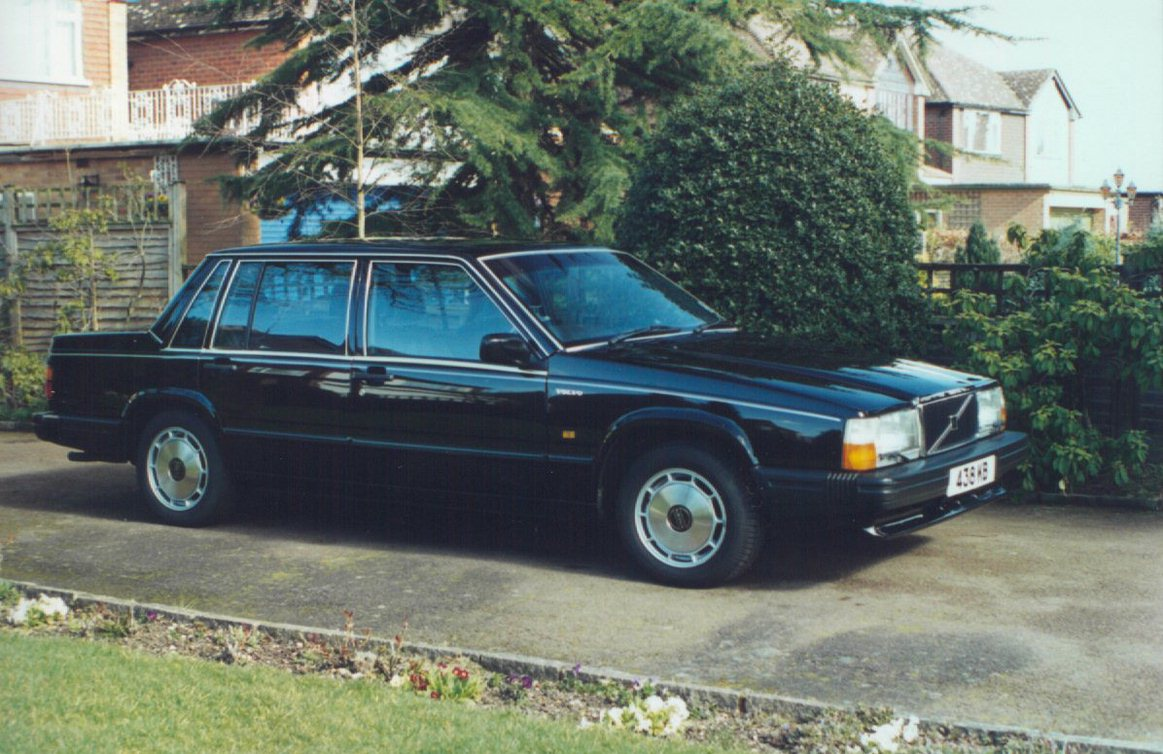
Volvo 740 var kulmen för den kantiga designen på 1980- och 1990-talet. Bilen var enkelt uppbyggd med en självbärande kaross, rakställd radmotor med växellådan fäst direkt bakom en bit in i tunneln.
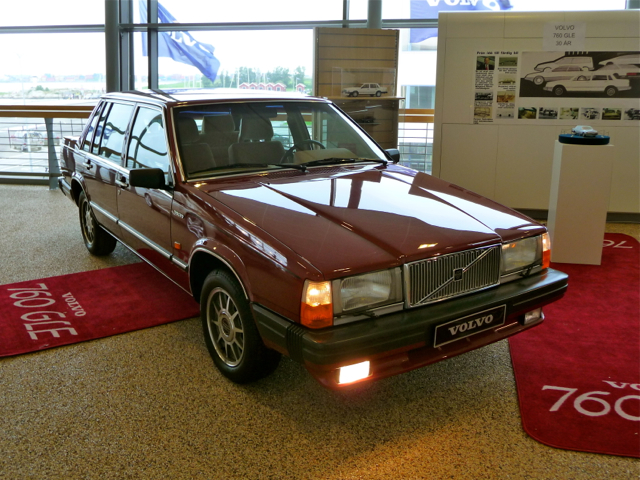
Volvo 760 var den första Volvomodellen på flera år. Bilen hade stora förväntningar när den lanserades den 2 februari 1982. 760-serien lade även grunden till ett nytt och modernt modellprogram inför 1980-talet för Volvo.
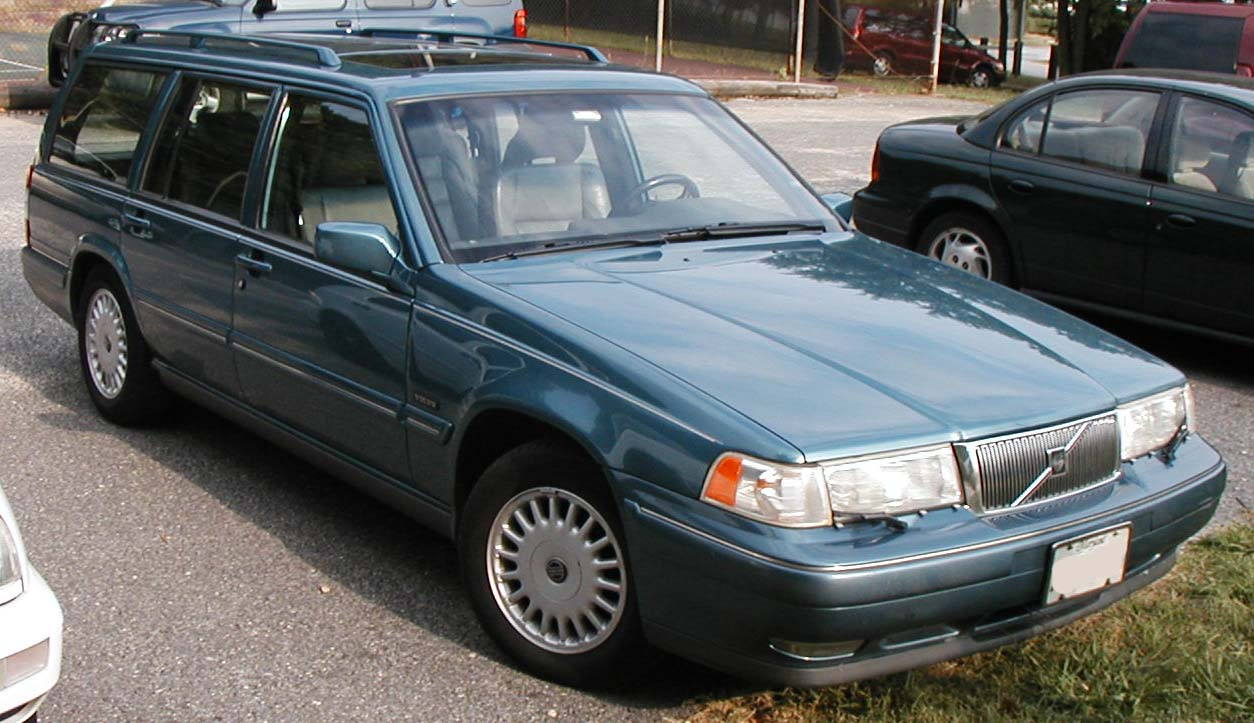
Volvo 960 är en av Volvos lyxbilar och tog vid när de slutade tillverka Volvo 760. 960 är en vidareutveckling av 760-serien (jämför Volvo 740 och Volvo 940). Den front som användes på Volvo 960 hade redan införts 1988 i samband med faceliften som gjordes på Volvo 760.
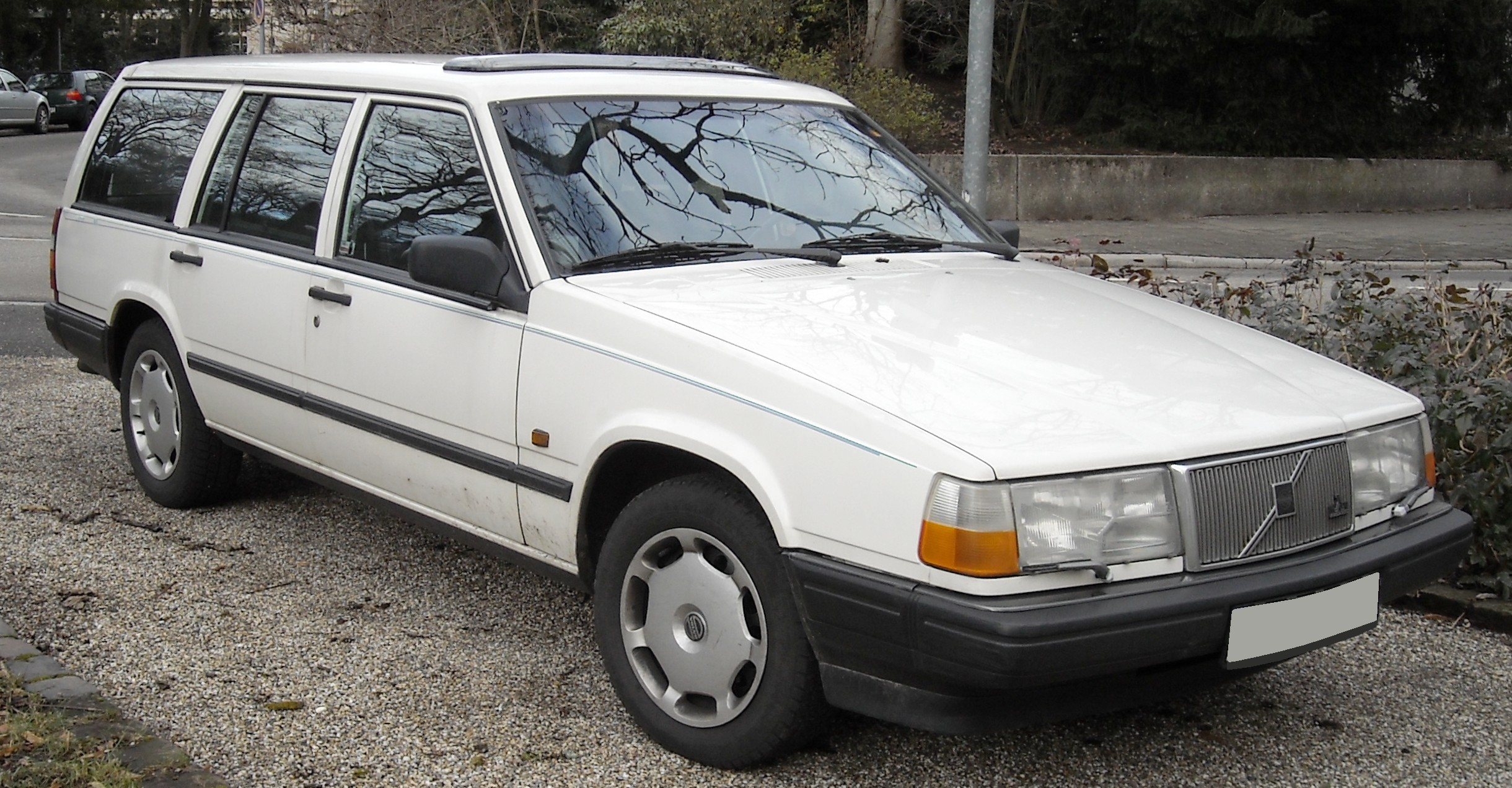
Volvo 940 var en vidareutveckling av 740-serien och bär tydliga drag in- och utvändigt från sin föregångare. 940:s front hämtades från den ansiktslyftning man gjorde på 760-serien inför årsmodell 1988. 900-serien (940/960/S90/V90) slutade tillverkas den 5 februari 1998.
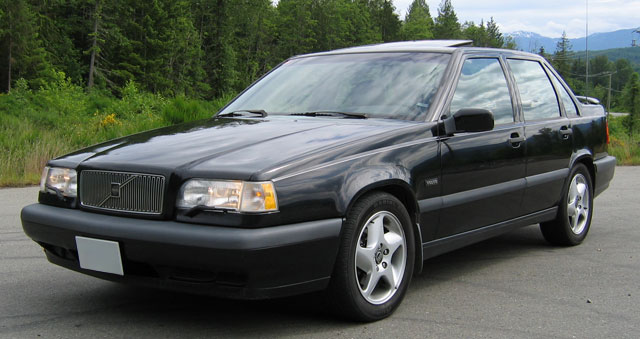
Volvo 850 anses vara Volvos första steg till att bli en biltillverkare med en sportigare image, dock har bilen kanske först och främst fört vidare det traditionella Volvo-konceptet, med stora lastutrymmen och säkerhetstänkande. Volvo 850 var Wilsgaards sista projekt på Volvo.